# クルセイダーズ・ラグビーリーグ
クルセイダーズ・ラグビーリーグ（英: Crusaders Rugby League、ウェールズ語: Croesgadwyr Rygbi'r Gynghrair）は、かつて活動したウェールズのプロラグビーリーグクラブである。本拠地はブリジェンドと後にレクサム。ラグビーフットボールリーグ（RFL）で6シーズンプレーし、2009年から2011年までの3シーズンはスーパーリーグでプレーした。
2005年にケルティック・クルセイダーズ（Celtic Crusaders）として設立された。2006-07シーズンからナショナルリーグ2（3部）で、2008年にはナショナルリーグ1（2部）でプレーした。2009年にスーパーリーグライセンスが与えられ、2010年にブリジェンドから北ウェールズにあるレクサムに移転し、名称から「ケルティック」が落とされた。スーパーリーグに3年間在籍した後、2011年7月26日にクラブは2012シーズンから2015シーズンにリーグに残るための申請を取り消すことを発表した。2011シーズン後にクラブは解散し、新たに設立されたノースウェールズ・クルセイダーズ（2012年に3部のチャンピオンシップ1に参加）によって引き継がれた。

## 歴史

### 2003-2004: ケルティック・ウォリアーズ
2003年の夏、WRUはウェールズのプロラグビーユニオンのトップ階層を9クラブから5つの地域へと減らすことを投票で決めた。ケルティック・ウォリアーズは公式にミッド・グラモーガンバレー地域を代表した。これは実際にはクラブがポーンティプリズRFCとブリジェンドRFCの合同チームであったことを意味した。
ポーンティプリズRFCの財政問題により、ウォリアーズの権利の半分がブリジェンドRFCのオーナーであるレイトン・サミュエルへ売却され、サミュエルはこれをWRUに譲渡した。サミュエルは後にWRUに自身が持つ半分の権利を売却し、WRUは2004年夏にクラブの清算を決定した。

### 2005-2006: ケルティック・クルセイダーズ
ラグビーリーグ・カンファレンス（アマチュアラグビーリーグ競技会）のウェールズプレミアディビジョンでのクラブの成功を受けて、南ウェールズチームは2005年3月にプロリーグへの加入を議題に載せた。これは、ナショナルリーグ2ディビジョン（3部）が2006シーズンに再構築、拡大される予定だったためである。ケルティック・ウォリアーズの消滅と実業家レイトン・サミュエルによる支持によって、チームがブリジェンドを本拠地とする機会が与えられたが、ナショナルリーグ3（4部）のグランドファイナルに進出したコヴェントリー・ベアーズとブラムリー・バファローズもナショナルリーグ2の地位を望んでいた。「ケルティック・ウォリアーズ」の名称を再使用するという当初の計画は「ケルティック・クルセイダーズ」の方が支持を得たため断念された。ラグビーフットボールリーグ（RFL）は2006年6月22日に開かれたサルフォードでの会合でケルティック・クルセイダーズ・クラブを承認した。

### 2007-2010: スーパーリーグへの昇格
2007年にはナショナルリーグ2（3部）で優勝し、ナショナルリーグ1（2部）に昇格した。2008年7月22日、RFLはケルティック・クルセイダーズに2009年から3年間のスーパーリーグライセンスを与えた。この時、スーパーリーグは元の12チームにクルセイダーズとサルフォードが加わり、14チームに拡大した。ウィドネス、リー、ハリファックス、トゥールーズにライセンスが与えられなかったことは論議を呼んだ。クルセイダーズが与えられたのは 'C' グレードのライセンスだった。クラブはスーパーリーグに参加する3番目のイングランド外、そしてウェールズからは初のチームとなった。
スーパーリーグでの結果は2009シーズンは14位、2010シーズンは8位であった。
2010年11月12日、クルセイダーズは「承継債務」のため行政管理下に置かれた。

### 2011: 破産申請と清算
クラブは前シーズンの終了時、破産申請を行ったことにより勝ち点6を剥奪された。
2011年、クルセイダーズは当初2012-15期間のスーパーリーグライセンスの継続申請を行ったが、2011年7月26日に申請を取り消すことを発表した。

## タイトル
- ナショナルリーグ2 優勝 2007